# Даме (Марк)
Даме (нем. Dahme/Mark) — город в Германии, в земле Бранденбург.
Входит в состав района Тельтов-Флеминг. Подчиняется управлению Даме/Марк. Население составляет 5376 человек (на 31 декабря 2010 года) (2007). Занимает площадь 162,02 км². Официальный код — 12 0 72 053.
Город подразделяется на 13 городских районов.
| Год  | Население |
| ---- | --------- |
| 2005 | 5910      |
| 2010 | 5412      |

## Фотографии

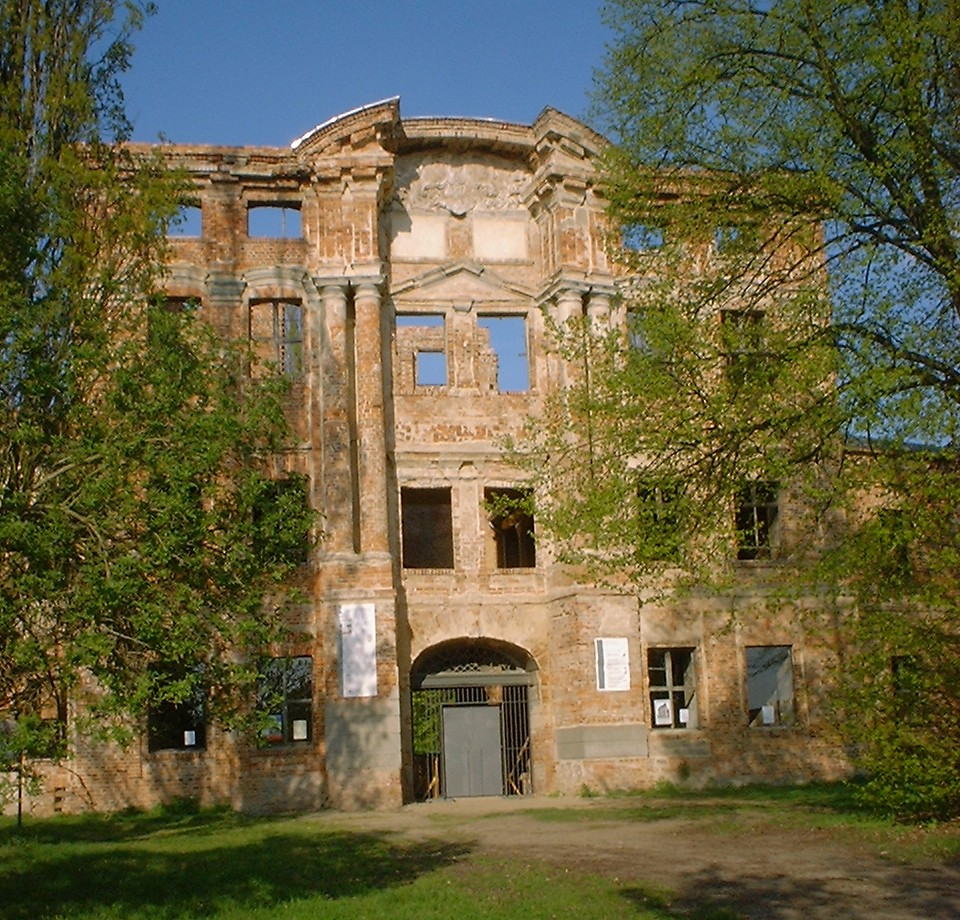
Руины замка
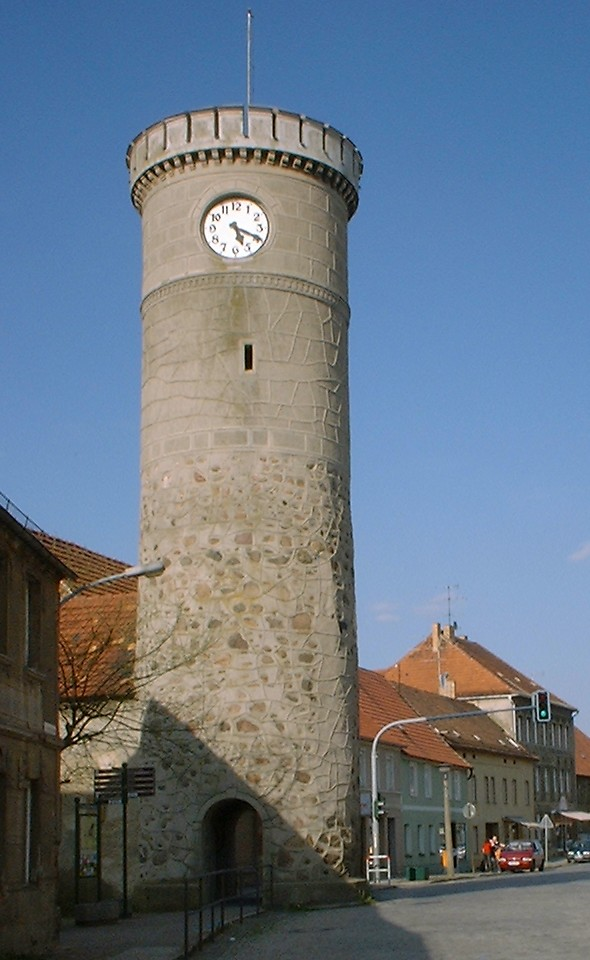
Птичья башня
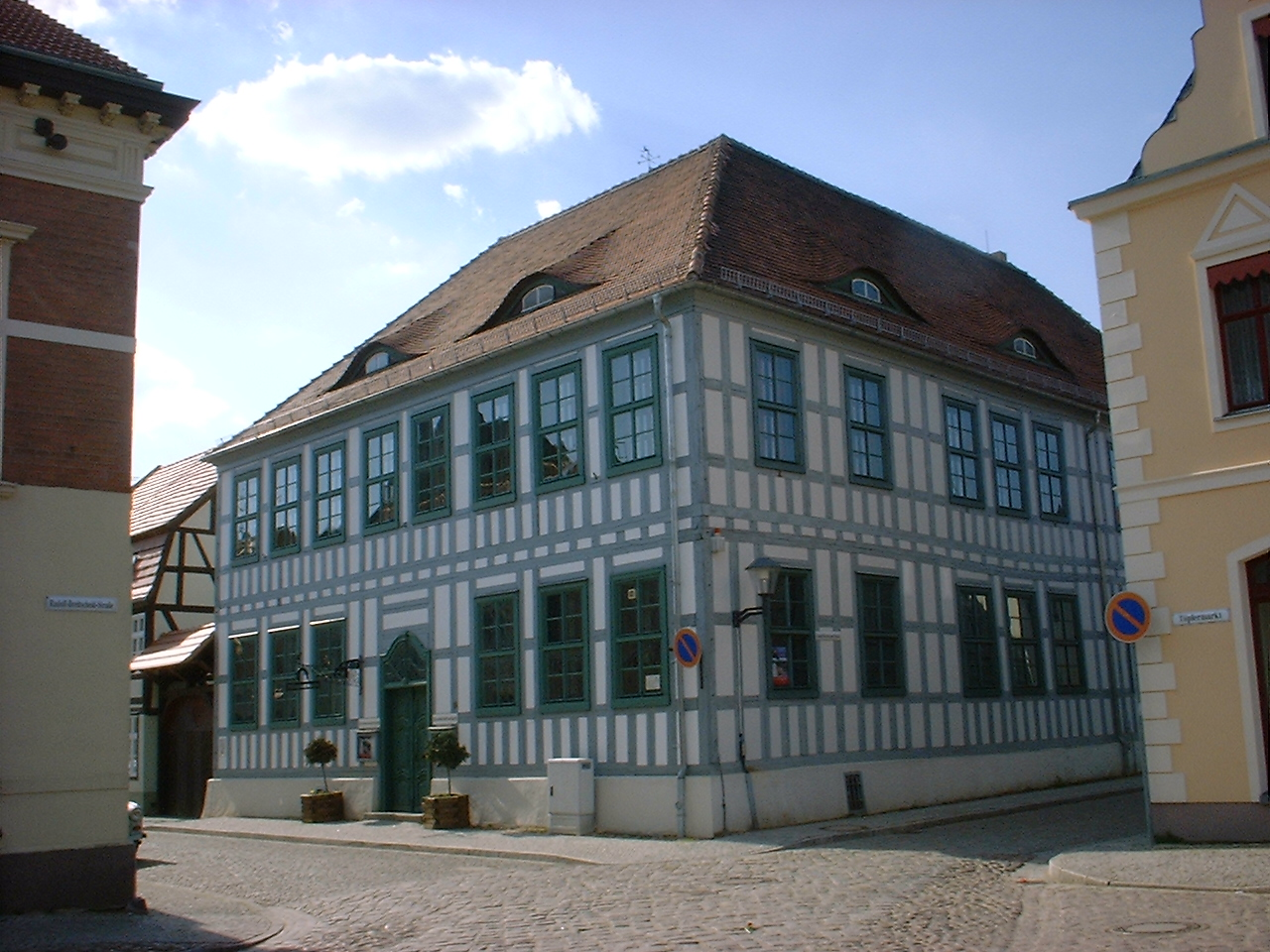
Краеведческий музей и библиотека на гончарном рынке
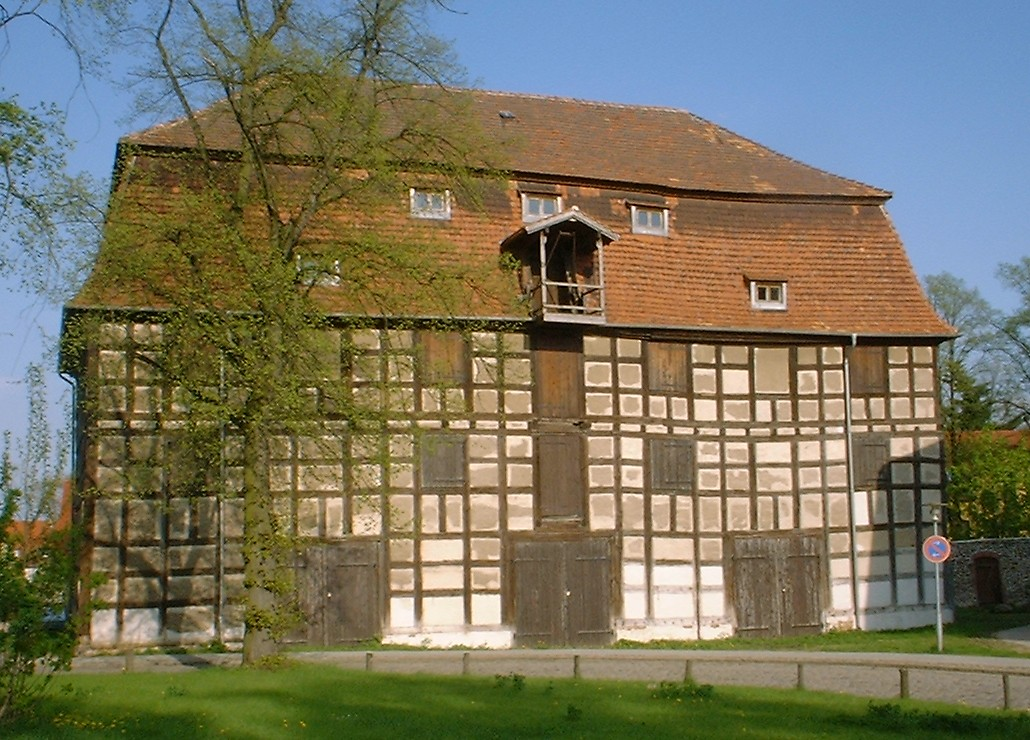
Зернохранилище